# تپه ب مهترلو
تپه ب مهترلو مربوط به هزاره اول قبل از میلاد - دوره اشکانیان است و در شهرستان ورزقان، بخش مرکزی، دهستان ازومدل شمالی، ۲ کیلومتری شمال غربی روستای مهترلو واقع شده و این اثر در تاریخ ۱۲ شهریور ۱۳۸۶ با شمارهٔ ثبت ۱۹۳۶۵ به‌عنوان یکی از آثار ملی ایران به ثبت رسیده‌است.